# Noctuinae

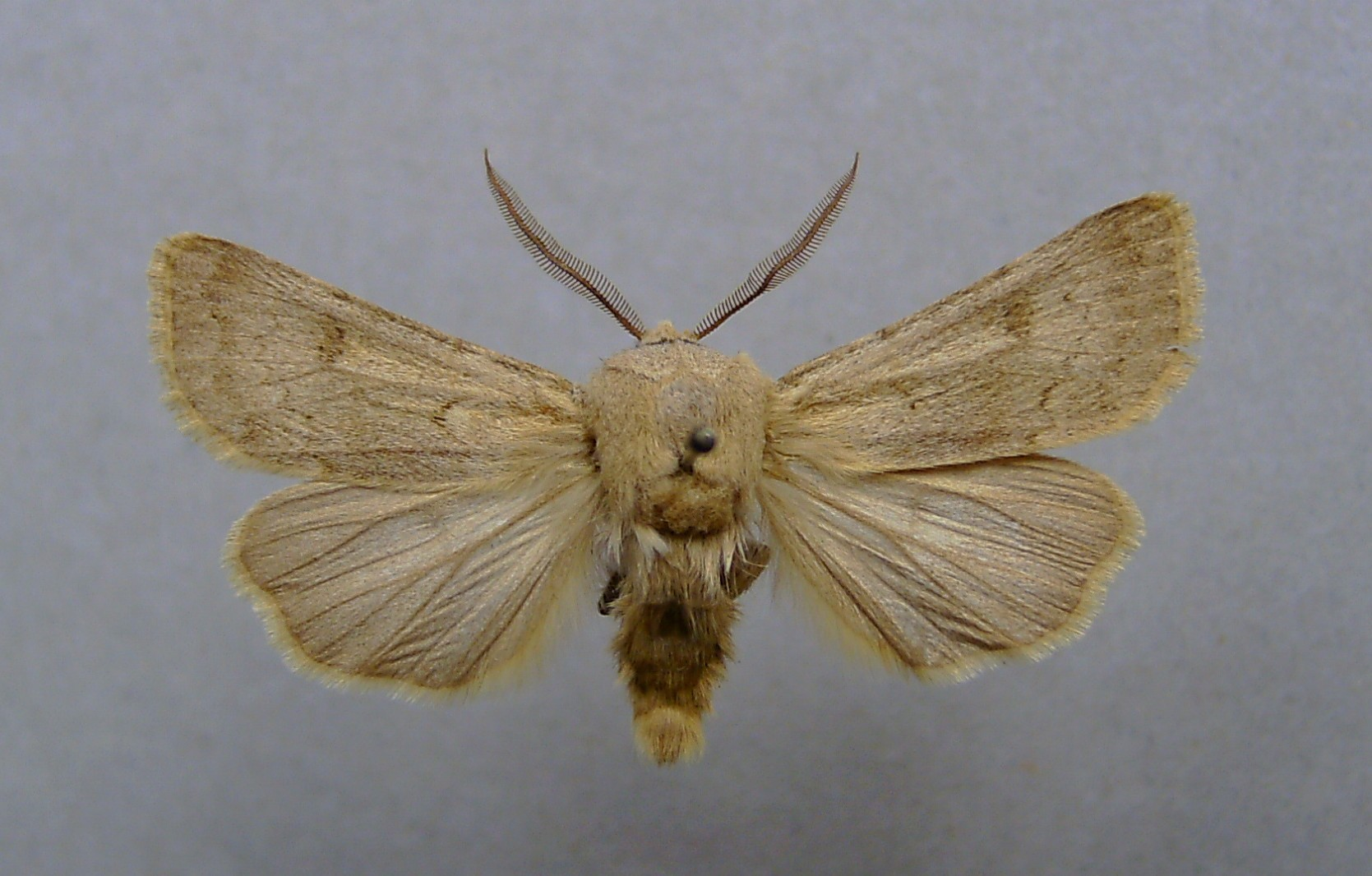
Agrotis turatii, Männchen

Die Noctuinae sind eine Unterfamilie der Schmetterlinge aus der Familie der Eulenfalter (Noctuidae).

## Merkmale
Die kleinen bis mittelgroßen Arten der Noctuinae werden zu den trifinen ("trifin" bezeichnet eine bestimmte Form der Vorderflügeladerung) Eulenfaltern mit bespornten Schienen (Tibien) und unbehaarten, unbewimperten Facettenaugen gezählt. Die Vorderflügel sind in der Regel schmal und haben einen abgewinkelten Außenrand. Zu den Autapomorphien, die die Unterfamilie vermutlich von den übrigen der Eulenfalter abgrenzen, zählt das Fehlen der Duftorgane basal am Hinterleib bei den Männchen der meisten Arten. Außerdem haben die Raupen im ersten Stadium an der sklerotisierten Pinacula keulenförmig verdickte Borsten.

## Lebensweise
In Ruhestellung sitzen die Imagines der meisten trifinen Eulenfalter mit dachförmig über dem Hinterleib zusammengeklappten Flügeln. Dabei treffen sich die Hinterränder der Vorderflügel mittig oberhalb des Hinterleibs oder überlappen leicht im Analwinkel (Tornus). Bei den Noctuinae liegen die Flügel jedoch flach und horizontal über dem Hinterleib und überlappen so stark, dass die Vorderränder der Vorderflügel nahezu parallel zur Mittellinie des Hinterleibs stehen. Dies stellt vermutlich eine weitere Autapomorphie der Unterfamilie dar.
Die Raupen sind in der Regel polyphag und ernähren sich von krautigen Bedecktsamern. Ältere Raupen verstecken sich tagsüber im Erdboden oder unter krautigen Pflanzen mit breiten Blättern. Sie sind nachtaktiv und schneiden mit ihren Mundwerkzeugen Pflanzenteile ab, die sie in ihrem Unterschlupf fressen. Durch dieses Verhalten zählen einige Arten, wie mehrere Vertreter der Gattungen Agrotis und Euxoa, zu gefürchteten Schädlingen in der Landwirtschaft. So sind beispielsweise die in den Tropen, Subtropen und der wärmeren gemäßigten Zone verbreitete Ypsiloneule (Agrotis ipsilon) und die Saateule (Agrotis segetum) Schädlinge an einer Vielzahl verschiedener landwirtschaftlich genutzter Pflanzen. Agrotis infusa und Agrotis munda verursachen in Australien in der Landwirtschaft starke Schäden. Besonders problematisch ist außerdem, dass die Raupen die Pflanzen basal schädigen und die darüberliegenden Bereiche von der Versorgung abschneiden, wodurch die Pflanzen rasch absterben. Agrotis infusa ist auch für ihr Wander- und damit verbundenes Aggregationsverhalten im Südosten Australiens bekannt. Dieses Verhalten zeigt sich auch bei einigen Arten der Tribus Agrotini im Westen von Nordamerika.

## Systematik
Insgesamt werden der Unterfamilie etwa 300 Gattungen zugerechnet. In Europa treten etwa 1300 Arten und Unterarten auf, in Mitteleuropa sind es 117 Arten. Derzeit werden von Lafontaine und Fiebiger (2006) folgende Tribus und Subtribus innerhalb der Unterfamilie unterschieden, von denen jedoch vermutlich nur die Tribus Agrotini monophyletisch ist:
- Tribus Agrotini Rambur, 1848
  - Subtribus Austrandesiina Angulo & Olivares, 1990
  - Subtribus Agrotina Rambur, 1848
    - Gattung Agrotis Ochsenheimer, 1816
      - Dichagyris celebrata (Alphéraky, 1897) syn. Agrotis celebrata
      - Dichagyris constanti (Millière, 1860) syn. Agrotis constanti
      - Dichagyris signifera (Denis & Schiffermüller, 1775)
- Tribus Noctuini Latreille, 1809
  - Subtribus Axyliina Fibiger & Lafontaine, 2005
  - Subtribus Noctuina Latreille, 1809

Die Unterfamilien Noctuinae, Xyleninae und Hadeninae sind vermutlich nächst verwandt und bilden zusammen eine Schwestergruppe, die als „Noctuinae s.l.“ bezeichnet wird. Ihr Verwandtschaftsverhältnis ist jedoch sowohl zueinander, als auch im Verhältnis zu den übrigen Unterfamilien der Eulenfalter noch nicht vollends erforscht.

## Belege